# Kevin Fehling
Kevin Fehling (* 29. Juni 1977 in Delmenhorst) ist ein deutscher Koch.

## Biographie
Fehling ist in der Nähe von Bremen aufgewachsen. Nach der Ausbildung im Hotel Thomsen ging Fehling 1998 zum Parkhotel Bremen und 1999 zum Restaurant L'Echalote, ebenfalls in Bremen. Danach war er zwei Jahre Küchenchef auf dem Kreuzfahrtschiff Europa im Restaurant Venezia. 2001 wechselte er zum Restaurant Wollenberg in Hamburg und 2002 ins Restaurant Piment zu Wahabi Nouri, ebenfalls in Hamburg. 2003 ging er zum Dreisterne-Koch Harald Wohlfahrt im Restaurant Schwarzwaldstube in Baiersbronn. Darauf kochte er 2004 im Restaurant Wullenwever in Lübeck.
Von 2005 bis 2015 war er Küchenchef im Restaurant La Belle Epoque im Columbia Hotels & Resorts Travemünde. Im Guide Michelin 2011 wurde das La Belle Epoque mit zwei Sternen ausgezeichnet, im Gault-Millau mit 17 Punkten. Im Januar 2012 kochte Fehling in seinem Restaurant die 23. FAZ-Gourmetvision. 2012 wurde dem La Belle Epoque im Guide Michelin 2013 der dritte Stern verliehen. Es war das einzige Drei-Sterne-Restaurant in Schleswig-Holstein und das damals nördlichste Drei-Sterne-Restaurant der Welt. Im März 2015 gab Fehling bekannt, dass er das Restaurant La belle Epoque verlässt, um sich selbständig zu machen.
Im August 2015 eröffnete er sein eigenes Restaurant The Table in der Hamburger Hafen-City. Dort gibt es einen großen schlangenförmigen Tisch für 22 Personen, an dem die Gäste bei der Zubereitung der Speisen zusehen können. Auch The Table wurde im November 2015 mit drei Michelinsternen ausgezeichnet. Im September 2022 beförderte er seinen Souschef Mathias Bath zum zweiten Küchenchef neben ihm.
Fehlings Markenzeichen ist die Kombination von klassischen Rezepten mit exotischen Zutaten. Drei bis vier Stunden täglich verbringt er damit, sich neue Rezepte auszudenken.
Kevin Fehling hat drei Kinder.

## Auszeichnungen
- 2008: 3. Platz, Aufsteiger des Jahres, Der Feinschmecker
- 2009: Entdeckung des Jahres, FAZ
- 2011: Koch des Jahres 2012, Gusto
- 2013: Eckart Witzigmann Preis für Innovation[12]
- 2013 bis 2015 wurde das La Belle Epoque mit drei Michelin-Sternen und 17 Punkten im Gault-Millau bewertet
- 2015: The Table wurde als Restaurant des Jahres von Der Feinschmecker ausgezeichnet[13]
- 2015: The Table wurde mit drei Sternen im Guide Michelin 2016 ausgezeichnet

## Filme
- Die Last der Sterne. Spitzenköche zwischen Genie und Pleite. Dokumentarfilm, Deutschland, 2015, 22 Min., Buch und Regie: Ralph Quinke, Produktion: Spiegel TV, Erstsendung: 10. Juni 2015 bei Sat.1, Inhaltsangabe und online-Video von Spiegel TV.
- 2014 war er bei Sat.1 in der Castingshow The Taste als Gastjuror zu sehen.
- Drei-Sterne-Koch Kevin Fehling. Fernsehreportage, Deutschland, 2013, 4:27 Min., Buch und Regie: Miriam Dagan, Kamera: Arkadiusz Jaeckel, Produktion: Deutsche Welle, Reihe: euromaxx, Erstsendung: 3. Januar 2013 bei Deutsche Welle, online-Video von Deutsche Welle.